# Ramona de Jesús
Ramona de Jesús (* 1990 in Medellin) ist eine kolumbianische Dichterin, Schriftstellerin und Übersetzerin.

## Leben
Ramona de Jesús wuchs in Bogotá auf und absolvierte ihr Abitur am Mahindra United World College of India. Seit 2010 lebt sie in Deutschland. Dort studierte sie an der Freien Universität Berlin und schloss ihren Master in Vergleichender Literaturwissenschaft mit einer Arbeit über Severo Sarduy und Afro-Pessimism ab. 2020 folgte ein Master in kreativem Schreiben an der Universidad Nacional Tres de Febrero in Buenos Aires. Derzeit lebt sie in Oberbösa in Thüringen. Seit 2023 ist sie als freie Dozentin an der Volkshochschule Kyffhäuserkreis tätig.

## Werk
Ihr Buch Dos metros cuadrados de piel erhielt 2020 den Nationalen Preis für unveröffentlichte poetische Werke in Kolumbien und wurde bei Valparaíso Ediciones (2021) und Gog & Magog (2022) veröffentlicht. 2024 wurde Ramona de Jesús beim Internationalen Poesiefestival Helsinki Runokuu eingeladen. Im selben Jahr erhielt sie zudem eine Einladung zu den Poetryfilmtagen in Weimar.

## Werke
- Dos metros cuadrados de piel (Gedichte).  Granada: Valparaíso Ediciones. ISBN 978-84-18694-33-2
- La biología de las sombras.[4]
- Übersetzung von Fernando González’ Viaje a pie ins Englische[3]

## Stipendien
- 2021: Jan Michalski Foundation Fellowship.[1]
- 2021: Arbeitsstipendium für Literatur in nichtdeutscher Sprache der Senatsverwaltung für Kultur und Gesellschaftlichen Zusammenhalt Berlin.[5]
- 2024: Radial-Arbeitsstipendium für die Übersetzung von Friederike Mayröckers da ich morgens und mossgrün. Ans Fenster trete, Deutscher Übersetzerfonds.
- 2025: Friederike Mayröcker Residence.[6]
- 2025: Thüringer Literaturstipendium Harald Gerlach[7]
- 2026: Akademie Schloss Solitude Fellowship.

## Kritik
- Santiago Díaz Benavides: Die stechende Poesie von Ramona de Jesús in Dos metros cuadrados de piel.  In: Infobae, 2022 (spanisch)
- Santiago Díaz Benavides: Fünf lateinamerikanische Schriftstellerinnen die man lesen sollte. In: Infobae, 2023 (spanisch)